# Полёнова, Елена Ильинична
Елена Ильинична Полёнова (род. 20 августа 1983 года, Уральск, СССР) — бывшая российская гандболистка, полусредний национальной сборной России.

## Карьера
Играла за звенигородскую «Звезду». В сборной России с 2004 года. Чемпионка мира 2005 и 2007 годов. Серебряный призёр Олимпийских игр 2008 года. Серебряный (2006) и бронзовый (2008) призёр чемпионатов Европы. Чемпионка России 2000 и 2007 годов. Победитель Кубка ЕГФ (2007), Лиги чемпионов (2008) и Суперкубка ЕГФ (2008).

## Семья
Замужем. 9 августа 2016 года родила дочку, которую назвали Агнией.

## Награды и звания
- Заслуженный мастер спорта России
- Медаль ордена «За заслуги перед Отечеством» II степени (2 августа 2009) — за большой вклад в развитие физической культуры и спорта, высокие спортивные достижения на Играх XXIX Олимпиады 2008 года в Пекине[1]